# Contea di Hongcheon
La contea di Hongcheon (Hongcheon-gun; 홍천군; 洪川郡) è una delle suddivisioni della provincia sudcoreana del Gangwon.